# Nara (Mali)
Nara város Maliban, Koulikoro régióban, Mali nyugati részén, nem messze a határtól. 27 797 lakosa van, ezzel Mali 20. legnagyobb városa. Nyáron nem ritka a 40°C-os hőség. A csapadék nagy része nyár végén, ősz elején esik.

## Földrajz
Nara a száraz Száhel-övezet nyugati részén található. A csapadékmennyiség 300 és 600 mm között mozog egy évben. A meleg évszakban a hőmérséklet a 46 °C-ot is elérheti. A körzet lakossága, mely meghaladja a 200 000 főt is, főleg szonkikékből, fulákból, bambarákból és mórokból áll.

## Története
Narát a Szoninke Birodalom idején alapították Niamé Bougou néven. A mai elnevezése a mór nar (tűz) szóból ered. Nara története során mindvégig egy jelentéktelen falucska volt, csak napjainkra kapott nagyobb jelentőséget, és növekedett meg a lakossága.

## Fordítás
- Ez a szócikk részben vagy egészben  a   Nara (Mali) című francia Wikipédia-szócikk fordításán alapul.  Az eredeti cikk szerkesztőit annak laptörténete sorolja fel. Ez a jelzés csupán a megfogalmazás eredetét és a szerzői jogokat jelzi, nem szolgál a cikkben szereplő információk forrásmegjelöléseként.